# Mansión de Dursupe
La Mansión de Dursupe (en letón: Dursupes muižas pils; en alemán: Dursuppen, Groß-Dursuppen) es una casa señorial localizada en Dursupe, parroquia de Balgale, municipio de Talsi, en la región histórica de Curlandia, en Letonia occidental.

## Historia
La mansión fue construida en 1820 y fue reconstruida en la segunda mitad del siglo XIX en estilo neoclásico. El complejo de la mansión incluye varios graneros, una casa de sirvientes y un parque de 6,7 hectáreas con tilos y hayas.
A principios del siglo XIX, era propiedad del Príncipe Karl Christoph Lieven (1767-1844), el ministro de Educación ruso (1828-1833), fundador del Seminario de Profesores. Lieven es enterrado en la Iglesia de Balgale.